# 9261 Peggythomson
9261 Peggythomson este o planetă minoră (asteroid), cu un diametru de 3,71 km, din centura de asteroizi. A fost descoperită pe 8 octombrie 1953 la Observatorul Goethe Link⁠(d) de Indiana Asteroid Program⁠(d). 
Obiectul prezintă o orbită caracterizată de o semiaxă mare de 2,2874753 UAi, o excentricitate de 0,16, o înclinație de 4,54148 ° în raport cu ecliptica.